# Księga Jeremiasza
Księga Jeremiasza (יִרְמְיָהוּ Yirməyāhū) [Jr] – księga zaliczana do ksiąg prorockich Starego Testamentu. Jej autorstwo przypisuje się tradycyjnie Jeremiaszowi, datując przy tym wiek jej spisania na VI wiek p.n.e. Pierwotnie została spisana w języku hebrajskim na terenie dawnej Judy i Egiptu. Opisuje dzieje związane z Jeremiaszem oraz orędzie, które przekazał mu Bóg Jahwe.
Księga proroka Jeremiasza to jedno z kluczowych dzieł Starego Testamentu, zawierające proroctwa i nauki Jeremiasza, proroka działającego w Judzie w VII i VI wieku p.n.e., w burzliwym okresie poprzedzającym upadek Królestwa Judy i niewolę babilońską. Księga ta jest świadectwem głębokiej relacji proroka z Bogiem, a także jego troski o naród judzki i jego przyszłość.

## Autorstwo i czas powstania
Tradycja przypisuje autorstwo księgi Jeremiaszowi, jednak współczesna biblistyka podkreśla rolę redaktorów i uczniów proroka, którzy zebrali i ukształtowali jego nauki (1, s. 25-30). Księga powstawała w latach ok. 627-586 p.n.e., w trudnym okresie historycznym dla Judy, naznaczonym kryzysem politycznym, społecznym i religijnym .

## Struktura Księgi
Księga Jeremiasza nie jest ułożona chronologicznie ani tematycznie, co utrudnia jej lekturę. Można w niej jednak wyróżnić kilka głównych części:
1. Powołanie Jeremiasza (rozdz. 1): Bóg powołuje Jeremiasza na proroka, obdarzając go trudnym zadaniem i obiecując mu swoje wsparcie.
2. Proroctwa oskarżające Judę (rozdz. 2-45): Jeremiasz demaskuje grzechy Judy, wzywa do nawrócenia i zapowiada karę za niewierność wobec Boga. Proroctwa te często przybierają formę lamentacji i skarg, wyrażając ból proroka nad upadkiem narodu.
3. Księga Pocieszenia (rozdz. 30-33): Wobec nadchodzącej katastrofy Jeremiasz głosi proroctwa nadziei i pocieszenia. Zapowiada przyszłe odnowienie Izraela i Judy po okresie kary, a także zawarcie Nowego Przymierza, opartego na przebaczeniu i odnowie serca.
4. Opowiadania o Jeremiaszu (rozdz. 26-29; 36-45): Relacje o prześladowaniach, jakie spotkały Jeremiasza z powodu jego prorockiej misji. Prorok doświadcza odrzucenia, uwięzienia i cierpienia, stając się symbolem wiernego świadka Bożego słowa.
5. Proroctwa przeciwko narodom (rozdz. 46-51): Wyroki Boże nad sąsiednimi narodami, które również poniosą konsekwencje swoich grzechów.
6. Dodatek historyczny (rozdz. 52): Opis upadku Jerozolimy i niewoli babilońskiej, będący tragicznym zwieńczeniem proroctw Jeremiasza[4].

## Rozbudowane omówienie Księgi proroka Jeremiasza
Księga proroka Jeremiasza to jedno z kluczowych dzieł Starego Testamentu, zawierające proroctwa i nauki Jeremiasza, proroka działającego w Judzie w VII i VI wieku p.n.e., w burzliwym okresie poprzedzającym upadek Królestwa Judy i niewolę babilońską. Księga ta jest świadectwem głębokiej relacji proroka z Bogiem, a także jego troski o naród judzki i jego przyszłość.

## Autorstwo i czas powstania
Tradycja przypisuje autorstwo księgi Jeremiaszowi, jednak współczesna biblistyka podkreśla rolę redaktorów i uczniów proroka, którzy zebrali i ukształtowali jego nauki. Księga powstawała w latach ok. 627-586 p.n.e., w trudnym okresie historycznym dla Judy, naznaczonym kryzysem politycznym, społecznym i religijnym.

## Główne tematy
- Niewierność Judy: Jeremiasz ostro krytykuje bałwochwalstwo, niesprawiedliwość, obłudę religijną i brak troski o ubogich, które prowadzą Judę do upadku.
- Sąd Boży: Prorok zapowiada karę za grzechy, ale jednocześnie wzywa do nawrócenia, aby uniknąć nieszczęścia. Sąd Boży jest przedstawiony jako akt sprawiedliwości, ale i miłosierdzia, mający na celu odnowienie narodu[6].
- Nowe Przymierze: W Księdze Pocieszenia Jeremiasz zapowiada zawarcie przez Boga nowego przymierza ze swoim ludem, opartego na przebaczeniu i odnowie serca. To proroctwo stanowi zapowiedź przyjścia Jezusa Chrystusa, który ustanowi nowe przymierze przez swoją ofiarę.
- Cierpienie proroka: Jeremiasz doświadcza wielu prześladowań i cierpień z powodu swojej prorockiej misji. Jego cierpienie jest wyrazem solidarności z narodem i zapowiedzią mesjańskiego cierpienia[7].

## Znaczenie Księgi Jeremiasza:
Księga Jeremiasza jest ważnym świadectwem wiary i teologii Starego Testamentu. Ukazuje Bożą sprawiedliwość i miłosierdzie, a także wierność przymierzu i troskę o swój lud. Proroctwa Jeremiasza dotyczące Nowego Przymierza zapowiadają przyjście Jezusa Chrystusa i zbawienie dla wszystkich narodów. Księga ta inspiruje do refleksji nad grzechem, nawróceniem i nadzieją, a także nad rolą proroka jako świadka Bożego słowa.

## Księga Jeremiasza w Septuagincie
Wersja księgi Jeremiasza, która znajduje się w Septuagincie jest różna (krótsza) od innych wersji. Septuaginta omija m.in. następujące fragmenty: 10:6–8; 27:19–22; 29:16–20; 33:14–26; 39:4–13; 52:2, 3, 15, 28–30. W sumie zostaje pominiętych około 2700 słów, które znajdujemy w tekście masoreckim.

## Księga Jeremiasza w Zwojach znad Morza Martwego
Księgę Jeremiasza znaleziono także wśród Zwojów znad Morza Martwego w grocie 2 i głównie w grocie 4 w Kumran. Jeden ze zwojów, oznaczony jako 4Q70 (4QJera), zawiera hebrajski tekst zgodny z wersją przekazywaną przez Septuagintę. Może to wyjaśniać skąd wzięła się różnica, którą znajdujemy w Septuagincie - wcześniej sądzono, że wynikła ona z błędów lub zmian dokonanych podczas tłumaczenia, teraz powszechniej uważa się, że zmian dokonano już w wersjach masoreckich, bądź też że od początku istniały dwie różne wersje tej księgi.

## Główne koncepcje co do różnic w wersjach
Biorąc pod uwagę powyższe informacje, istnieją trzy główne koncepcje co do autorstwa i oryginalności poszczególnych fragmentów księgi Jeremiasza:
1. Krótsza wersja jest oryginalna.
2. Dłuższa wersja jest oryginalna.
3. Obie wersje zostały spisane przez Jeremiasza, obie są oryginalne.

Należy przy tym zaznaczyć, że różnice, które znajdują się w tekstach, najczęściej są powtórzeniami i ich umieszczenie lub pominięcie nie niesie za sobą większego znaczenia, a w szczególności nie powoduje implikacji teologicznych czy historycznych. Może to wyjaśniać  motywy dokonywanych zmian - najprawdopodobniej chęć uproszczenia księgi lub też odwrotnie – poszerzenia, podkreślenia poszczególnych (ważnych dla redaktora) fragmentów orędzia.

## W kulturze
Fragment Księgi Jeremiasza (Jr 20, 7-18) został użyty przez Tomasza Budzyńskiego jako słowa utworu „Tren” na jego solowej płycie „Luna”.